# Ryszard Duź
Ryszard Duź (ur. 3 maja 1952 we Wrocławiu) – polski altowiolista i pedagog.
Absolwent Państwowej Wyższej Szkoły Muzycznej we Wrocławiu (klasa Jana Michalskiego, dyplom z wyróżnieniem w 1976). Doktor habilitowany, profesor Uniwersytetu Muzycznego Fryderyka Chopina. W latach 2012–2020, przez dwie kadencje, pełnił funkcję prodziekana Wydziału Instrumentalnego UMFC.
Laureat I nagrody Ogólnopolskiego Konkursu Altówkowego im. Jana Rakowskiego w Poznaniu w 1975 oraz Międzynarodowego Konkursu Kwartetów Smyczkowych w Colmar w 1975. Od 1977 członek Kwartetu Wilanów, z którym nagrał kilkadziesiąt płyt CD. 
W 2011 został odznaczony Srebrnym Medalem „Zasłużony Kulturze Gloria Artis” w dziedzinie szkolnictwa artystycznego.